# Фурик Роман Степанович
Рома́н Степа́нович Фу́рик (20 лютого 1963, м. Коломия, Івано-Франківська область, Українська РСР — 9 січня 2015, смт Станиця Луганська, Луганська область, Україна) — український правоохоронець, підполковник міліції у відставці, боєць БПСМОП «Миротворець» та батальйону НГУ імені Кульчицького, учасник російсько-української війни, позивний «Сенсей».

## Життєпис
Народився 20 лютого 1963 року на Покутті в коломийській робітничій родині. Навчався в середній школі № 1 м. Коломия. Займався спортом, музикою. Закінчив музичну студію по класу баяна. 1981 року був призваний до лав радянської армії. Після строкової служби влаштувався на роботу на Коломийський завод сільськогосподарських машин і заочно вчився на історичному факультеті Чернівецького університету.
1985-го розпочав службу у Коломийському відділі міліції, в інспекції у справах неповнолітніх, в карному розшуку, а з 1993 перейшов в Управління по боротьбі з організованою злочинністю. За 20 років служби у правоохоронних органах — десятки особисто знешкоджених правопорушників, ножове поранення, яке дістав 2002 у сутичці з озброєним злочинцем. 2006-го вийшов на пенсію з посади оперуповноваженого коломийського відділу УБОЗ.
Ще з 1980-х захопився бойовими мистецтвами та філософією сходу, отримав інструкторську атестацію, здобув будо-паспорт у школі Хаберзетцера. Був тренером з карате-до, мав своїх учнів, заняття проводив безплатно. Учасник першого в Україні чемпіонату з бойових мистецтв, мав чорний пояс. Тренував хлопців і в міліції. Захоплювався мотоциклами, після виходу на пенсію став членом коломийського мотоклубу «Карпати», суддею І категорії з мотоциклетного спорту, — судив міжнародні та всеукраїнські змагання, а також майстрував мініатюрні фігурки мотоциклів з усіма найдрібнішими деталями і дарував їх знайомим.
Брав активну участь у подіях Революції Гідності, під час протистоянь на барикадах київського Майдану дістав поранення в обличчя від вибуху світло-шумової гранати, — під лівим оком залишився шрам. По тому долучився до Коломийської самооборони, керував «народною міліцією».

### Бойовий шлях
З початком російської збройної агресії проти України і бойових дій на Донбасі пішов на фронт добровольцем.
Підполковник міліції, старший інспектор батальйону патрульної служби міліції особливого призначення «Миротворець». Був відряджений до 1-го батальйону оперативного призначення імені Кульчицького військової частини 3066 Північного ОТО НГУ, — заступник командира взводу. Виконував завдання на території проведення антитерористичної операції, зокрема на 2-му блок-посту Слов'янська, в районі м. Дебальцеве. Наприкінці 2014 вирушив у третє відрядження до зони АТО, — під Луганськ.
9 січня 2015 близько 12:30, під час виконання бойового завдання з патрулювання території в районі пішохідного переходу через річку Сіверський Донець на околиці селища Станиця Луганська, по вулиці 5-та Лінія, підрозділ батальйону НГУ потрапив у засідку, влаштовану незаконним збройним формуванням. Під час двогодинного бойового зіткнення атаку вдалося відбити, — на допомогу прийшли інші підрозділи НГУ та МВС і бронетехніка ЗСУ, — але в ході бою загинуло двоє та поранено 14 військовослужбовців. Коли командира взводу поранили, Роман прийняв командування і не допустив паніки серед молодих «необстріляних» бійців, прикривав вогнем відхід побратимів. У бою дістав смертельного поранення кулею снайпера, яка перебила сонну артерію, — помер під час евакуації. У тому ж бою загинув старший солдат резерву Роман Лагно.
13 січня провести в останню путь Героя прийшло понад тисячу коломиян, похований у Коломиї на Алеї Слави. Залишились батьки, молодший брат, дружина Уляна та двоє синів, Віталій і Максим.
|               | Сьогодні Степана — сьогодні ніхто не загине |
| — Роман Фурик |                                             |

## Нагороди та звання
- Орден «За мужність» III ступеня, — «за особисту мужність і високий професіоналізм, виявлені у захисті державного суверенітету та територіальної цілісності України, вірність військовій присязі» (посмертно, 15.05.2015)[5].
- Нагрудний знак «За доблесну службу» (НГУ).
- Іменний годинник від голови Верховної Ради (жовтень 2014).
- Почесний громадянин м. Коломия, — «за виняткову мужність і героїзм виявлені у захисті України, жертовне служіння народові» присвоєне звання "" (посмертно, 13.10.2015, рішення Коломийської міськради № 2363-58/2015)[6].
- Звання судді Національної категорії з мотоциклетного спорту (посмертно).

## Вшанування пам'яті
18 серпня 2015 в Коломиї на будівлі Коломийської спеціалізованої школи І-ІІІ ступенів № 1 імені Василя Стефаника встановлено меморіальну дошку випускнику школи Роману Фурику.
У серпні 2016 на місці загибелі Романа Фурика і Романа Лагна побратими з Коломийщини встановили пам'ятний знак.
Вшановується в меморіальному комплексі «Зала пам'яті», в щоденному ранковому церемоніалі 9 січня.